# أوقستي ألفرد لوفيفر
أوقستي ألفرد لوفيفر (بالفرنسية: Auguste Lefèvre)‏ هو ضابط بحري وسياسي فرنسي، ولد في 20 ديسمبر 1828 في بريست في فرنسا، وتوفي في 6 يناير 1907 في باريس في فرنسا.